# Едвард Вільям Лейн
Едвард Вільям Лейн (17 вересня 1801 — 10 серпня 1876) — британський сходознавець, перекладач і лексикограф. Він відомий своїми «Звичаями та звичаями сучасних єгиптян» і «Арабсько-англійським лексиконом», а також своїми перекладами «Тисячі й однієї ночі» та «Вибране з Курану».
За життя Лейн також написав докладний опис Єгипту та стародавніх місць країни, але книга під назвою «Опис Єгипту» була опублікована посмертно. Вперше він був опублікований Американським університетом у видавництві Cairo Press у 2000 році і з того часу перевидавався кілька разів.

## Інтернет-ресурси
- Твори Edward William Lane у проєкті «Гутенберг»
- Твори та інформація про Едвард Вільям Лейн у Інтернет-архіві
- Lane's Arabic-English lexicon in the DjVu fileformat: Downloadable At Archive.org In Eight Parts. Each part is about 20 megabytes. See also the related copyright details.
- Edward William Lane, An Arabic-English Lexicon, ا
- Catalogue of the Edward Lane manuscripts in the Archive of the Griffith Institute, University of Oxford